# Maghreb sportif de Rabat (basket-ball)
 (mars 2017).
Si vous disposez d'ouvrages ou d'articles de référence ou si vous connaissez des sites web de qualité traitant du thème abordé ici, merci de compléter l'article en donnant les références utiles à sa vérifiabilité et en les liant à la section « Notes et références ».
Le Maghreb sportif de Rabat (MSR) est un club de basket-ball marocain, basé à Rabat.

## Palmarès
- Championnat du Maroc
  - Champion : 1960
- Coupe du trône
  - Vainqueur : 1960
  - Finaliste : 1958, 1959